# Mamolar
Mamolar település Spanyolországban, Burgos tartományban. Mamolar Pinilla de los Barruecos, Arauzo de Miel, Santo Domingo de Silos és Carazo községekkel határos. Lakosainak száma 28 fő (2024).

## Népesség
A település népessége az utóbbi években az alábbiak szerint változott:
| Lakosok száma | 67   | 62   | 56   | 41   | 34   | 33   | 29   | 28   | 27   | 28   |
|               | 2001 | 2004 | 2006 | 2009 | 2011 | 2014 | 2016 | 2019 | 2021 | 2024 |